# Fuller Buggy Company

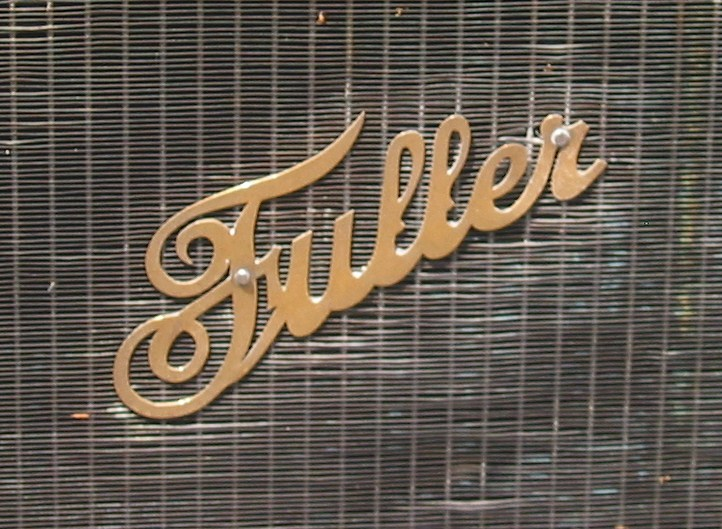
Emblem von Fuller

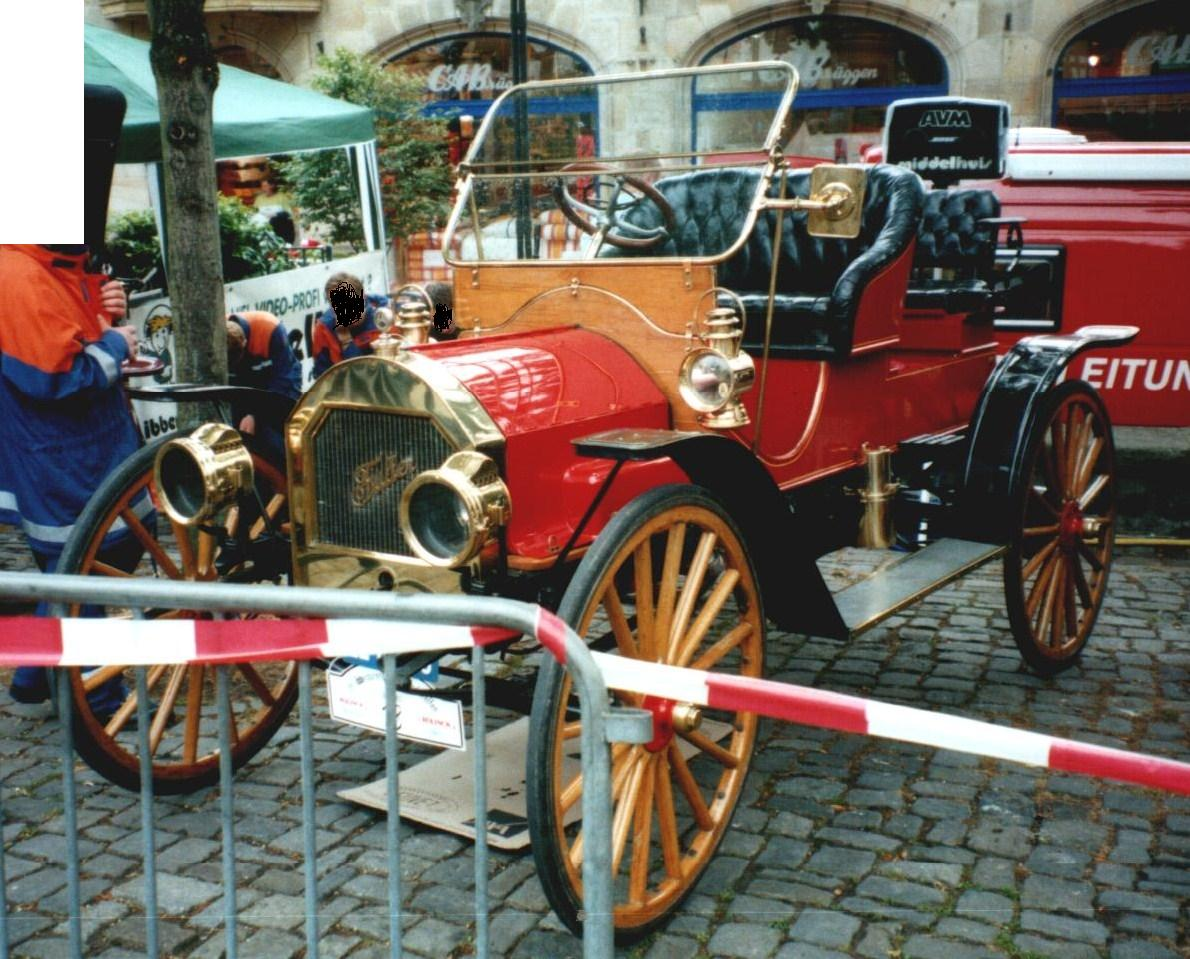
Fuller Modell B (1909)

Die Fuller Buggy Company war ein US-amerikanischer Fuhrwerks- und Automobilhersteller, der in Jackson (Michigan) ansässig war. Gründer war George A. Matthews, einer der Direktoren der Jackson Automobile Company. Die Produktion lief von 1909 bis 1910.

## Beschreibung
Ab 1909 stellte das Unternehmen Automobile her. Es wurden zwei Typen gebaut. Der kleinere war ein hochrädriger Buggy, dessen Hinterräder mit zwei Ketten von einem Zweizylindermotor angetrieben wurden. Er war mit Vollgummireifen (Modell B) oder Luftreifen (Modell K) verfügbar. Daneben gab es ein konventionelles Automobil, das Modell 30 mit Vierzylindermotor, das als Runabout oder Tourenwagen lieferbar war. Außerdem entstanden offene und geschlossene Lieferwagen.
Nach 1910 übernahm die Jackson Automobile Company den Betrieb und stellte die Produktion ein. Es gab keine Verbindung zur Angus Automobile Company aus Nebraska, die zur gleichen Zeit den gleichen Markennamen verwendete.

## Modelle
| Modell | Bauzeitraum | Zylinder | Leistung         | Radstand |
| ------ | ----------- | -------- | ---------------- | -------- |
| B / K  | 1909–1910   | 2 Reihe  | 22 bhp (16,2 kW) | 2540 mm  |
| 30     | 1909–1910   | 4 Reihe  | 30 bhp (22 kW)   | 2540 mm  |